# Westland Helicopters

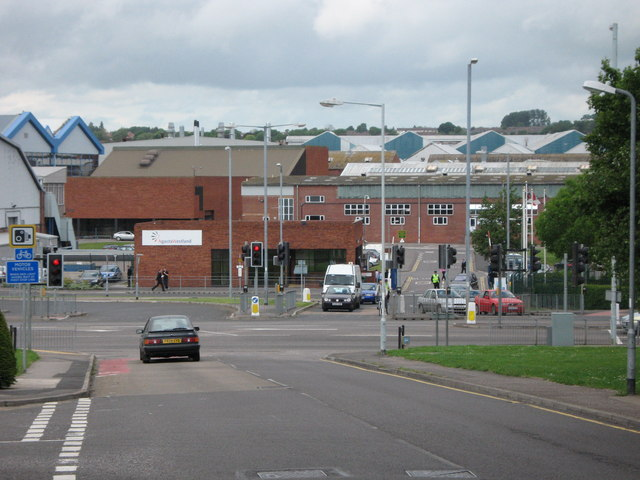
Entrada da fábrica da Westland em Yeovil, na Inglaterra

A Westland Helicopters foi uma empresa britânica de fabricação de helicópteros. Originalmente Westland Aircraft, a companhia passou a se concentrar em aeronaves de asas rotativas após a Segunda Guerra Mundial, e foi objeto de uma fusão com várias outras empresas locais em 1961. Em 2001 juntou-se à Agusta para formar a atual AgustaWestland.

## História
A Westland Aircraft foi fundada em 1935 quando a Petters Limited separou seus negócios de fabricação de aeronaves e de motores aeronáuticos. Durante a Segunda Guerra Mundial a companhia fabricou os aviões Westland Lysander, Whirlwind e Welkin.
Depoid da Guerra, a Westland passou a fabricar helicópteros através de um acordo de licenciamento com a Sikorsky. O primeiro produto foi o Sikorsky S-51, que se tornou o Dragonfly, tendo voado pela primeira vez em 1948 com a Marinha Real Britânica e com a Força Aérea Real Britânica. Depois, veio o Sikorsky S-55, que se tornou o Westland Whirlwind. O modelo Sikorsky S-58 foi o seguinte, tendo seu motor original a pistão substituído por outro a turbina, originando assim o Westland Wessex.

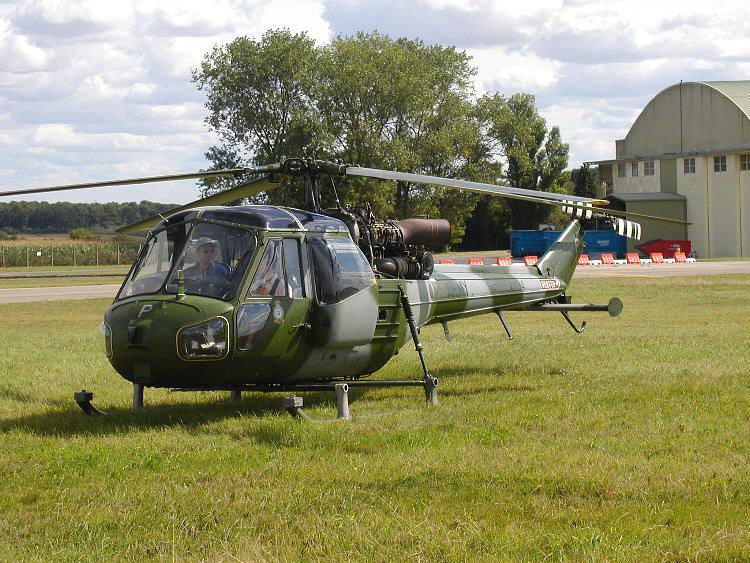
Westland Scout AH.1 (hoje sob matrícula civil)

Em 1961, a Westland Aircraft foi unida às empresas Bristol, Fairey e Saunders-Roe, formando assim a Westland Helicopters. A companhia continuou fabricando helicópteros sob licença, como o Sikorsky Sea King e o Bell H-13 Sioux. Na década de 1960, a Westland também desenvolveu e fabricou seus próprios projetos: o Westland Scout e sua variante naval Westland Wasp foram usados tanto pelo Army Air Corps do Exército Britânico como pela Fleet Air Arm da Marinha.
No final da década de 1960, a companhia iniciou uma colaboração com a Aérospatiale francesa no projeto de três novos helicópteros, o Aérospatiale Puma, Aérospatiale Gazelle e o Westland Lynx, sendo o Lynx projetado pela Westland. Segui-se uma época de prosperidade financeira, com o grande sucesso do Lynx e com numerosas encomendas também dos Pumas e Gazelles.
Nos anos 80, a empresa passou por dificuldades financeiras, tendo até um acordo de compra pela Sikorsky sendo cogitado e causando grande comoção política à época. Apesar dos protestos até mesmo dentro do governo, a ligação à Sikorsky foi concluída.
Dois grandes contratos trouxeram a empresa de volta à boa condição financeira na década de 1990: fabricação do EH101 Merlin para vários departamentos do governo britânico, e a manufatura sob licença do Westland WAH-64 Apache Longbow para a Aviação do Exército Britânico.

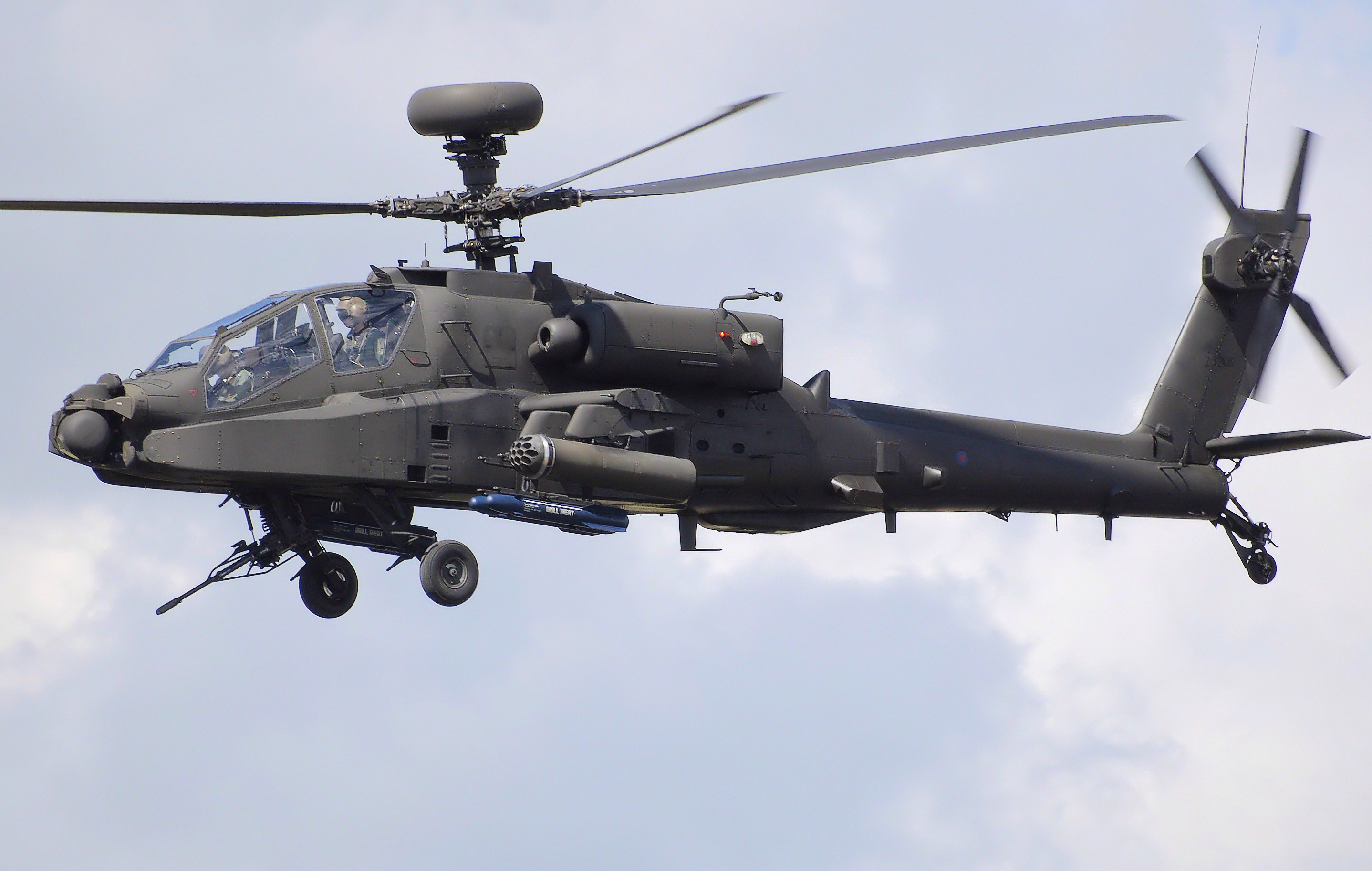
Westland WAH-64 Apache Longbow da Aviação do Exército Britânico

A Westland se tornou uma subsidiária do comglomerado GKN em 1994, formando então em 2001 uma joint venture com a divisão Agusta da Finmecannica para formar a AgustaWestland. In 2004, a Finmeccanica comprou a parte da GKN e passou a controlar totalmente a AgustaWestland.

### Helicópteros

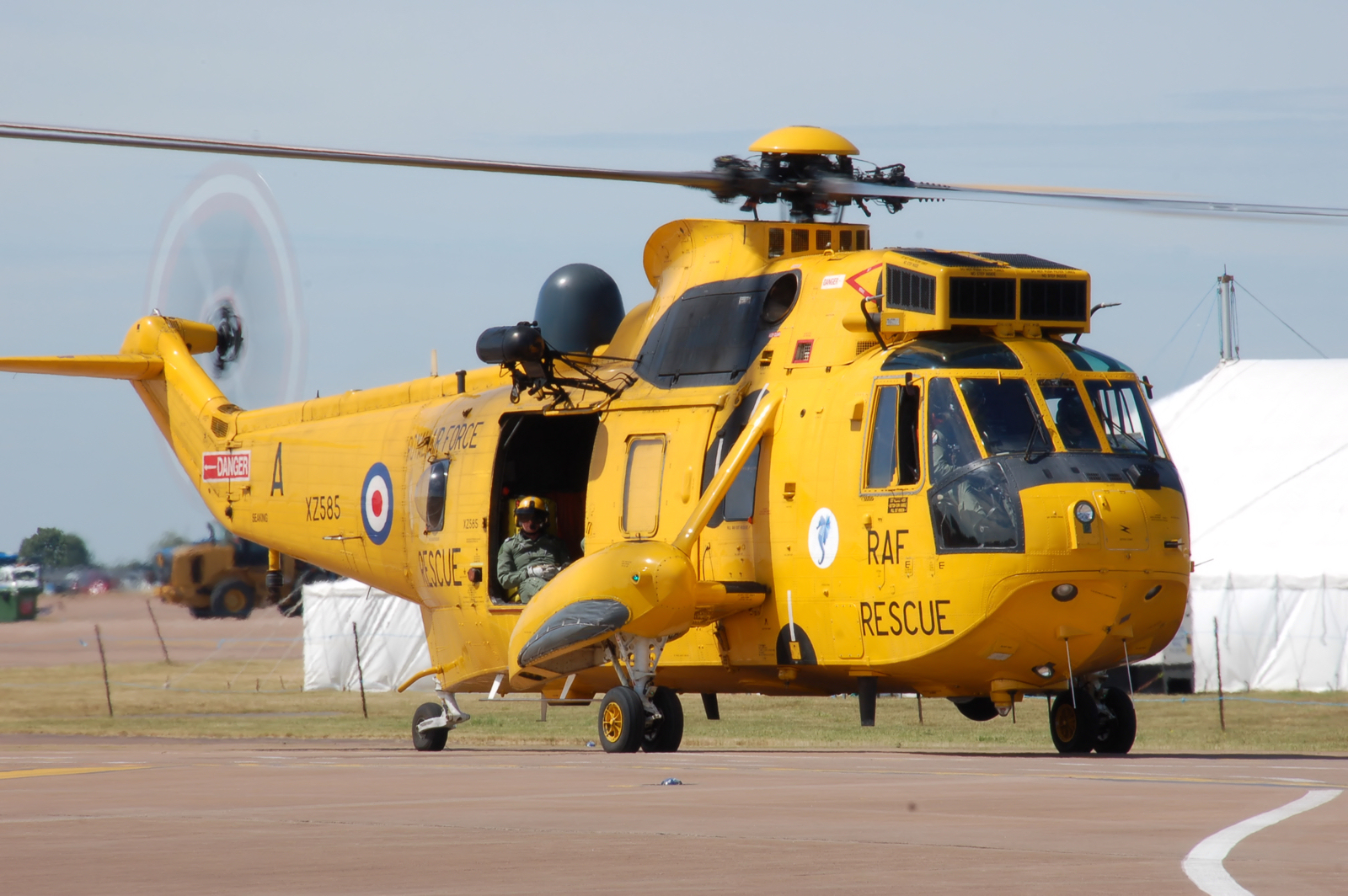
Westland Sea King da RAF

- Westland Dragonfly
- Westland Whirlwind
- Westland Widgeon
- Westland Wessex
- Westland Scout
- Westland Wasp
- Westland Sioux
- Westland Sea King
- Westland Puma
- Westland Gazelle
- Westland Lynx
- Westland 30
- AgustaWestland AW101 Merlin
- Westland Apache
- Bristol Belvedere
- AW 109
- AW 109 LUH
- AW 139
- AW 149
- AW 159
- AW 169
- AW 189